# You Win My Love
«You Win My Love» (en español Ganaste Mi Amor) es una canción escrita por el productor y compositor Robert Lange para el álbum The Woman in Me (1995) de la cantante canadiense Shania Twain. La canción es una de las pocas de Twain que no ha sido escrita o coescrita por ella y ha sido incluida en su álbumes. Se lanzó cómo quinto sencillo del álbum a principio de 1996 y se convirtió en el tercer número uno de Twain en la lista de canciones country en Estados Unidos. En el 2004 la canción fue incluida en el álbum recopilatorio de Twain Greatest Hits.

## Vídeo Musical
El videoclip se filmó el 14 y 15 de enero de 1996 en Orlando, Florida bajo la dirección de Steven Goldman. En el vídeo se puede ver a Shania con un traje negro de cuero, compitiendo en una carrera de autos. El tema del vídeo se basa en la letra de la canción que está relacionada con los vehículos. Se hicieron dos versiones del vídeo, uno con la versión del álbum de "You Win My Love" y otro con el "Mutt Lange Mix", este último se puede encontrar en el DVD de Twain The Platinum Collection. 

## Recepción
"You Win My Love" debutó en el Billboard Hot Country Singles & Tracks en la semana del 24 de febrero de 1996 en el número 47. Se mantuvo 20 semanas en la lista y alcanzó su posición máxima el 4 de mayo de 1996 en el número uno, donde permaneció durante dos semanas; después cayó bruscamente al número once. "You Win My Love" se convirtió en el tercer número uno de Twain, tercer top 10 y quinto top 20.

## Versiones de Audio
- Album Version (4:26)
- Radio Edit (3:45)
- Mutt Lange Mix (3:54)

## Posicionamiento
| Lista                                          | Posición Alcanzada |
| ---------------------------------------------- | ------------------ |
| Canadá RPM Country Singles                     | 1                  |
| EE.UU Billboard Hot Country Singles & Tracks   | 1                  |
| EE.UU Billboard Country Singles Sales          | 2                  |
| EE.UU Billboard Bubbling Under Hot 100 Singles | 8*                 |

*Equivalente al #108 en el Hot 100.